# Birutė Nedzinskienė
Birutė Nedzinskienė (* 4. Dezember 1955 in Inta, Komi; † 24. August 1994 in Kaunas) war eine litauische Politikerin.

## Leben
1979 absolvierte sie das Diplomstudium der Philologie an der Vilniaus valstybinis universitetas. Von 1979 bis 1989 arbeitete sie als Exkursionsleiterin und wissenschaftliche Mitarbeiterin in der Galerie für Farbglas und Skulptur im staatlichen Mikalojus Konstantinas Čiurlionis-Kunstmuseum.
Von 1989 bis 1990 war sie Leiterin der Abteilung für Literatur und Geschichte von Lietuvos politinių kalinių ir tremtinių sąjunga. Sie war Mitglied von Sąjūdis und von 1990 bis 1992 Mitglied im Seimas.

## Auszeichnung
- 2005: Vyčio Kryžiaus ordino medalis